# Muang Thong Thani
Muang Thong Thani (tiếng Thái: เมืองทองธานี, viết tắt là MTT) là tên một khu đô thị mới tại huyện Pak Kret tỉnh Nonthaburi Thái Lan. Muang có nghĩa là trung tâm, Thong có nghĩa là vàng, còn Thani nghĩa là đô thị. Chủ đầu tư và quản lý khu đô thị hiện đại này là tập đoàn Bangkok Land Plc. Bên cạnh các tòa nhà chung cư và biệt thư, Muang Thong Thani còn là nơi đặt tổ hợp thể thao - triển lãm - hội nghị Impact, Muang Thong Thani, trường Đại học Mở Sukhothai Thammathirat, và đại bản doanh của câu lạc bộ bóng đá Muangthong United F.C.

## Lịch sử

### Phát triển

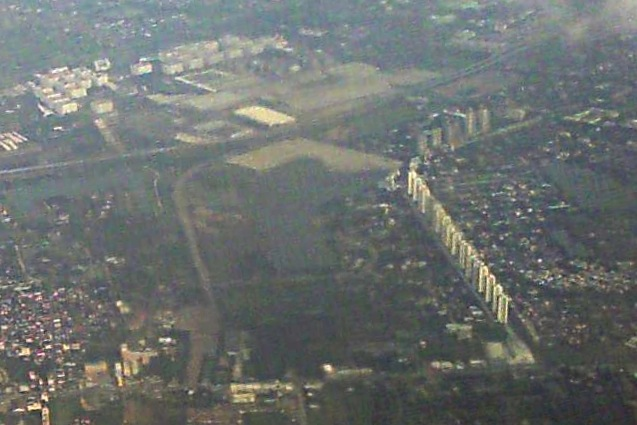
Tổ hợp Lake View Condominiums nhìn từ Pak Kret.

Muang Thong Thani được phát triển từ quỹ đất được xây dựng bởi Mongkol Kanjanapas, người sáng lập Công ty Bangkok Land, trong những năm 1970. Vào thời điểm đó, khu vực, ở ngoại ô phía bắc Bangkok, không xa sân bay quốc tế Don Mueang và chủ yếu được kết nối với tuyến xa lộ Chaeng Watthana, hầu như chưa phát triển và chủ yếu là ruộng lúa. Mongkol có diện tích 4.500 rai (720 ha; 1.800 mẫu Anh) đất, mà ông mua với gia 40.000 baht mỗi (US$10,000/ha, $4,047/mẫu). Bangkok phát triển nhanh chóng trong suốt những năm 1980, và đến cuối những năm 1980, giá đất đã tăng gấp hai trăm lần lên 20.000 baht/wa vuông hay 8 triệu mỗi rai ($50 triệu/ha, $20 triệu/mẫu), cho phép công ty thu được lợi nhuận lớn từ việc phát triển đất.
Ban đầu, Muang Thong Thani được phát triển từ năm 1978 như một khu phức hợp nhà ở thông thường, với đất đai được chia nhỏ và bán hầu hết cho các chủ sở hữu cá nhân. Năm 1989, ở đỉnh cao kinh tế Thái Lan bùng nổ, con trai của Mongkol Anant Kanjanapas trở về Hồng Kông để lãnh đạo công ty, và công bố tầm nhìn mới: phát triển Muang Thong Thani như một [[vệ tinh] thuộc sở hữu tư nhân, khép kín thành phố]] dọc theo các phố mới của Hồng Kông, nơi có tới 700.000 cư dân.